# أوسكار كنوتسون
أوسكار كنوتسون (بالإنجليزية: Oscar Knutson)‏ هو قاضي ومحامي أمريكي، ولد في 9 أكتوبر 1899، وتوفي في 15 يونيو 1981.